# رحیم‌آباد (فسا)
رحیم‌آباد (فسا)، روستایی از توابع بخش شیبکوه شهرستان فسا در استان فارس ایران است.مردم آن از اقوام عرب ایل خمسه می باشند. و درآمد بیشتر مردم این روستا از طریق دامداری و کشاورزی می باشد.

## جمعیت
این روستا در دهستان میانده قرار دارد و براساس سرشماری مرکز آمار ایران در سال ۱۳۸۵، جمعیت آن ۶۰۱ نفر (۱۲۴خانوار) بوده‌است.